# 개천면
개천면(介川面)은 대한민국 경상남도 고성군에 있는 면이다. 고성읍에서 24.4Km 북쪽에 위치하여 동쪽은 마산시 진전면과 남쪽은 구만면, 마암면, 영현면, 서쪽은 영오면, 북쪽은 진주시 일반성면과 이반성면에 접하고 있으며 면적은 40.1km2로 고성군의 7.8%에 해당되며 농경지 6.1km2, 임야 30.5km2 기타 3.5km2로 산모양이 개(介)자를 형성하고 천(川)이 많다하여 개천면이라하였다. 수리시설이 양호하여 벼농사가 발달되어 있고 특산물인 연화산감식초, 태극애호박은 전국적으로 유명하며 낙농업, 밤 등에서 많은 소득을 올리고 있다. 명산인 연화산도립공원과 대사찰인 옥천사에는 연간 10만명 이상의 관광객이 방문하고 있으며 원동자연발생유원지, 수동계곡 등 산천이 조화를 이루는 자연경관이 수려한 관광자원이 풍부하며 겨울철 맑은 날에는 눈덥힌 아름다운 지리산 정상이 보인다.

## 연혁
개천면은 본래 진주군 지역으로서 16개 동리를 관할 하였으며, 1906년 9월 24일 고성군으로 편입되었다. 1914년 3월 1일 면을 병합할 때 개천면으로하여 창원군 진전면의 나동, 선동 2개리와 영이곡면의 성곡 일부를 병합하여 8개리로 개편하였다. 개천면은 1907년 5월에 면이 설치되어 1973년 7월 1일 마암면 좌연리를 편입하였으며, 1983년 2월 15일 개천면의 나선리 선동이 구만면 화림리로 편입되었고, 1984년 8월 22일 명성, 예성, 명성, 북평, 용안, 봉치, 나선 등 8개리로 개편하였다.

## 행정 구역
- 명성리
- 예성리
- 북평리
- 용안리
- 봉치리
- 청광리
- 나선리
- 가천리
- 좌연리

## 교육
- 개천초등학교 (명성리)
  - 좌련분교 (폐교) - 개천면 좌연4길 37-10 (좌련리)